# SS’ Wonderful
SS’ Wonderful (с подзаголовком Big Band Concert 1985) — концертный альбом американской певицы Аниты О’Дэй, который был записан в Карнеги-холле 27 мая 1985 года на выступлении, приуроченному к пятидесятилетию О’Дэй в качестве профессиональной певицы. Альбом был выпущен в 1985 году на лейбле Emily Records, а в 2009 году был переиздан как Big Band at Carnegie Hall и с новой обложкой.

## Отзывы критиков
| Оценки критиков | Оценки критиков |
| Источник        | Оценка          |
| --------------- | --------------- |
| AllMusic        | [ 3 ]           |

Рецензент AllMusic заявил, что биг-бэнд был прекрасным, также хвалил исполнение пианиста Хэнк Джонс и соло О’Дэй. Джон С. Уилсон из газеты The New York Times в своей рецензии отметил, что Мисс О’Дэй была расслабленной и непринужденно энергичной, сумев преодолев формальность, которая предполагает выступление в Карнеги-холле. Однако, по его мнению, ни её выступления в биг-бэнде, ни работа с небольшой группой не смогли преодолеть усиление, которое окружало её эхом и затрудняло понимание даже произносимых отрывков, а также, что ни трио, ни биг-бэнд не соответствовали мисс О’Дэй, и тонкости её пения проявлялись отчетливо только в тех кратких случаях, когда ей аккомпанировало только фортепиано или только бас.

## Список композиций
1. «Opus One» (Сид Гаррис, Сай Оливер) — 3:44
2. «Honeysuckle Rose» (Энди Разаф, Фэтс Уоллер) — 3:48
3. «Sweet Georgia Brown» (Масео Пинкард) — 5:10
4. «Four Brothers / P Town» (Джордж М. Коэн) — 4:09
5. «’S Wonderful / They Can’t Take That Away from Me» (Джордж Гершвин, Айра Гершвин) — 10:33
6. «Can’t Get Started» (Вернон Дюк, Айра Гершвин) — 5:13
7. «And Her Tears Flowed Like Wine» (Джо Грин, Стэн Кентон) — 3:27
8. «Boogie Blues» (Ремо Бьонди) — 3:49
9. «Let Me Off Uptown» (Эрл Бостик, Редд Эванс) — 6:10
10. «I Get a Kick Out of You» (Коул Портер) — 3:16
11. «I’ll See You in My Dreams» (Ишем Джонс, Гас Кан) — 4:56

## Участники записи
- Бас-гитара — Джей Леонхарт
- Вокал — Анита О’Дэй, Рой Элдридж
- Саксофон — Алекс Фостер, Фрэнк Уэст, Джерри Доджион, Ларри Чарльз, Лоуренс Фельдман
- Саксофон-альт — Ричи Коул
- Тромбон — Алан Раф, Берч Джонсон, Джим Пью, Урби Грин
- Труба — Джо Уайлдер, Джон Фроск, Рэнди Брекер, Вирджил Джонс
- Фортепиано — Хэнк Джонс
- Ударные — Джон Пул